# William R. Myers
William Ralph Myers (* 12. Juni 1836 bei Wilmington, Ohio; † 18. April 1907 in Anderson, Indiana) war ein US-amerikanischer Politiker. Zwischen 1879 und 1881 vertrat er den Bundesstaat Indiana im US-Repräsentantenhaus.

## Werdegang
Noch in seinem Geburtsjahr 1836 kam William Myers mit seinen Eltern nach Anderson in Indiana, wo er später die öffentlichen Schulen besuchte. Später unterrichtete er selbst als Lehrer. Zwischen 1858 und 1860 war er Leiter der Landvermessung im Madison County. Während des Bürgerkrieges war Myers Soldat in einer Infanterieeinheit im Heer der Union, in dem er bis zum Hauptmann aufstieg. Nach dem Krieg unterrichtete er zunächst wieder als Lehrer. In den Jahren 1868 und 1869 war er Schulrat in Anderson. In dieser Stadt saß er zwischen 1871 und 1879 auch im Schulausschuss. Nach einem Jurastudium und seiner im Jahr 1871 erfolgten Zulassung als Rechtsanwalt begann er in Anderson in diesem Beruf zu arbeiten.
Politisch war Myers Mitglied der Demokratischen Partei. Bei den Kongresswahlen des Jahres 1878 wurde er im sechsten Wahlbezirk von Indiana in das US-Repräsentantenhaus in Washington, D.C. gewählt, wo er am 4. März 1879 die Nachfolge von Milton S. Robinson antrat. Da er im Jahr 1880 dem Republikaner Thomas M. Browne unterlag, konnte er bis zum 3. März 1881 nur eine Legislaturperiode im Kongress absolvieren.
Nach seinem Ausscheiden aus dem US-Repräsentantenhaus war Myers zwischen 1882 und 1886 als Secretary of State der geschäftsführende Beamte der Staatsregierung von Indiana. Dieses Amt bekleidete er zwischen 1892 und 1894 noch einmal. Im Jahr 1886 erwarb er die Zeitung „Anderson Democrat“, die er in der Folge herausgab. Damals bewarb er sich auch erfolglos um das Amt des Gouverneurs von Indiana. Nach dem Ende seiner zweiten Amtszeit als Secretary of State im Jahr 1894 praktizierte William Myers wieder als Anwalt in Anderson. Dort ist er am 18. April 1907 auch verstorben.